# Jens Jørn Gjedsted
Jens Jørn Gjedsted (født 23. august 1942) blev udlært som typograf i 1963 men var samtidig meget aktiv som jazztrompetist. I årene 1967-1970 var han stærkt engageret i det eksperimenterende spillested ”Jazz i Reprisen” i Reprise Teatret i Holte. Fra foråret 1970 blev han medlem af kontorgruppen i Foreningen for Musik og Lys, som samlede den rytmiske musik i første halvdel af 70’erne. Gjedsted var i et par år kulturskribent i Søllerød/Virum-avisen Det Grønne Område, men startede i 1968 et musiktidsskrift. Først som program for ”Jazz i Reprisen”, men senere som selvstændigt tidsskrift med titlen ”MM”. Det blev i 70’erne og 80’erne det toneangivne danske tidsskrift for rytmisk musik med skribenter som Dan Turèll, Torben Ulrich, Torben Bille, Ib Skovgaard etc. Tidsskriftet benyttede sig også af de førende unge fotografer. Gjedsted arbejdede på MM indtil 1988, bladet lukkede året efter i 1989.
Jens Jørn Gjedsted begyndte i 1967 at producere indslag i musikprogrammer i Danmarks Radio og var fra 1975 fast free-lancer. Samme år forlod han sit sidste job i den grafiske branche, nemlig som off-set trykker i Danske Studerendes Fællesråd. Han var fortsat meget aktiv som musiker i jazz-rock grupper som Engine, Laumann/Gjedsted Kvintetten med saxofonisten Holger Laumann og Carácas med en meget ung Anne Dorte Michelsen. Gjedsted medvirkede på en række LP’er – bl.a. med Hos Anna, Lotte Rømer, Carácas og på Anne Linnets store succes Kvindesind. Han indspillede og turnerede med Lotte Rømer Band og i begyndelsen af 80’erne over hele Skandinavien med det dansk/svensk/afrikanske The Highlife Orchestra med percussionisten og showmanden Ahmadu Jarr fra Sierra Leone. Gjedsted var derefter inaktiv som musiker 1984-2001. Derefter igen aktiv på trompet, flygelhorn og cornet.
I anden halvdel af 80’erne virkede Jens Jørn Gjedsted som musikjournalist ved dagblade som Weekendavisen og Det Fri Aktuelt og senere i tidsskriftet Jazz Special, men i 1988 blev han fastansat som programmedarbejder i Danmarks Radio med rytmisk musik som arbejdsområde. Han producerede en lang række programmer om jazz, rock, fusionsmusik, afrikansk og caribisk musik og var pioner hvad angår det dengang nye begreb ”Verdensmusik”. Gjedsted viste sin alsidighed ved også i mange år at være vært i Hotel Evergreen på P3 søndag formiddag. Han var i 1996 co-producer af den store programserie i 40 afsnit: Rockens Danmarkshistorie, som er blevet genudsendt mange gange. I 2000 blev han tilknyttet DR’s jazzredaktion og medvirkede samme år ved produktionen af serien Jazzens Historie. I 2007 producerede han alene Jazzens Giganter i 20 afsnit – en programserie, som stadig genudsendes. Da DR’s jazzredaktion som led i de store besparelser blev stærkt decimeret, var Gjedsted den eneste ”overlevende” og han stod alene for jazzen i DR indtil oprettelsen af DAB- og netkanalen P8 Jazz i efteråret 2011. Han var i mange år vært i programmet Stardust og producerede 2011-2012 Gjedsteds Jazzsafari søndag eftermiddag. Han fungerede 2012-2014 som freelancer i DR. Han producerede i 2014 80 60-sekunders jazzhistorier, som løbende benyttes som ”skillere” på P8 JAZZ. Forlod DR i 2015.
Jens Jørn Gjedsted er bl.a. forfatter af Ny Afrikansk Musik (1985), hovedforfatter af Dansk Rock (Politikens Forlag 1985) og medforfatter af en række rock- og jazzleksika på Politikens Forlag og har senest skrevet afsnittet om 70’erne i Jazz i Danmark 1950-2010. Gjedsted modtog i foråret 2011 DJBFAs Spil Dansk Pris og modtog i september 2012 Danske Populær Autores og Copenhagen Jazz Guides Jazzformidlerprisen. Udsendte oktober 2015 bogen Jazz i Reprisen - en delvis selvbiografisk, musikalsk tidsskildring af 60'erne med Jazz i Reprisen i Reprise Teatret Holte 1967-1970 som omdrejningspunkt. Medforfatter af "Stævnemøder" - en digitalbog om jazzstævnerne på Magleås, Vallekilde og Brandbjerg højskolerne gennem 55 år (jazzstævnerne.dk).

## Discografi
- Jens Jørn Gjedsted har bl.a. medvirket på følgende plader:
- Delta Blues Band: You Don't Know My Mind, Parlophone 1969
- Oktober: Oktober, Demos 40 1977
- Anne Linnet: Kvindesind, Exlibris EXL 20.025, 1978
- Lotte Rømer: Hvorfor, Metronome MLP 15.648, 1979
- Caracas: En strålende tid, Better Day Records BDLP 707, 1980
- Familieorkesteret: Familieorkesteret på sort arbejde, Musikpres – MPLP 13, 1982

### Bøger
- 1978 Strøm på Jazzen - en interviewbog om 70'ernes elektriske jazz (m. Ib Skovgaard)
- 1985 Ny afrikansk Musik, Publimus
- 1985 Dansk rock - fra pigtråd til punk - leksikon 1956-1985, Politikens Forlag (hovedforfatter)
- 1986 Montmartre gennem 10 år, MM
- 2015 Jazz i Reprisen, Bogforlaget Her & Nu